# Clupisoma garua
Clupisoma garua es una especie de peces de la familia Schilbeidae en el orden de los Siluriformes.

## Morfología
• Los machos pueden llegar alcanzar los 60,9 cm de longitud total.

## Alimentación
Come insectos, gambas y otros crustáceos, y peces pequeños.

## Reproducción
Es ovíparo y los huevos no son protegidos por los padres.

## Hábitat
Es un pez demetsal y de clima tropical.

## Distribución geográfica
Se encuentran en Asia: el Pakistán, la India, Bangladés y el Nepal.